# Thomas Oates (cónego)
Thomas Oates DD (falecido em 1623) foi um cónego de Windsor de 1621 a 1623.

## Carreira
Ele foi educado no Magdalen College, Oxford, onde formou-se em BA em 1596, MA em 1599, BD em 1609 e DD em 1618.
Ele foi nomeado:
- Capelão doméstico de William Herbert, 3º conde de Pembroke 1608
- Capelão de James I da Inglaterra
- Prebendário de Chamberlainwood em São Paulo 1618-1623
- Reitor de Stoke Hamond, Buckinghamshire
- Reitor de Great Cressingham, Norfolk 1621

Ele foi nomeado para a décima segunda bancada na Capela de São Jorge, Castelo de Windsor em 1621, e manteve a bancada até 1623.